# Noriko Sasaki
Noriko Sasaki (佐々木倫子 Sasaki Noriko?) es una dibujante de shōjo manga (cómic japonés para jovencitas), nacida en Asahikawa, Hokkaidō, el 7 de octubre de 1961. 
Egresada de la Universidad Pedagógica de Hokkaidō, hizo su debut como dibujante en 1980 con Apron Complex (エプロン・コンプレックス, Epuron compurekkusu, «Complejo de delantal»), en un número especial de la revista Hana to yume. 
Su obra más conocida es Dōbutsu no o-isha-san (動物のお医者さん, «El veterinario»), publicada en la Hana to yume entre 1988 y 1994, que narra las aventuras y desventuras de una facultad de Veterinaria. A diferencia de la mayoría de las obras de su género, no existe una historia de amor principal, ni una pareja protagónica. Personajes como el perro Chobi (un husky siberiano), el gato Mike y el gallo Hiyo causaron sensación. Este cómic llegó a provocar un aumento súbito en el número de estudiantes de Veterinaria en todo Japón, así como un incremento considerable de huskies. Dōbutsu no o-isha-san fue llevada a la televisión como una serie de acción real de 11 capítulos, transmitida por la cadena TV-Asahi durante la primavera de 2003.
Otra serie relevante es Channel wa sono mama! (チャンネルはそのまま！, «¡No cambies el canal!», publicada en Big Comic Spirits, una revista seinen, de 2008 a 2013, que se ambienta en una estación de TV ficticia de Sapporo. También Channel wa sono mama! sería llevada a la televisión por HTB en 2019; esta producción, distribuida por Netflix fuera de Japón, es conocida en el mundo hispanoparlante como Sigan sintonizados.

## Obras
- Bōkyaku Series (忘却シリーズ, «Serie olvidada»)
  - Shokutaku no Majutsushi (食卓の魔術師, «El hechicero de la mesa», 1984)
  - Kazoku no Shōzō (家族の肖像, «Retrato familiar»), 1985)
  - Taimeishi no Meikyō (代名詞の迷宮. «Laberinto de conjunciones», 1987)
- Peppermint Spy (ペパミント・スパイ, «Espía de menta», 1985)
- Ringo de Diet (林檎でダイエット, «Dieta de manzanas», 1988)
- Dōbutsu no o-isha-san (動物のお医者さん, «El veterinario» 1989; serie de acción real en 2003)
- Otanko Nurse (おたんこナース, «La enfermera despistada», 1994)
- Heaven? («¿Cielo?», 1999)
- Channel wa sono mama! (チャンネルはそのまま！, «¡No cambies el canal!», 2008; serie de acción real en 2019)